# アユタヤ県

アユタヤ県
จังหวัดพระนครศรีอยุธยา

- この項目は英語版を元に作成されています。

アユタヤ県（アユタヤけん、タイ語:จังหวัดพระนครศรีอยุธยา）は正式名称をプラ・ナコーン・シー・アユッタヤー県という。日本では慣用され「アユタヤ」と書かれるが、アユッタヤーがよりタイ語の標準語に近い。タイ中部にある県の一つ。アユタヤ王朝の首都であった。県はアーントーン県、ロッブリー県、サラブリー県、 パトゥムターニー県、ノンタブリー県、ナコーンパトム県、スパンブリー県と接する。

## 名前
「アユタヤ」の由来は『難攻不落の都』を意味するサンスクリット語の転訛とされる。プラナコーンシーアユッタヤー郡#名称を参照。

## 地理
アユタヤはチャオプラヤー川に面する、平原地帯にある。タイ中南部、現在の首都バンコクより北方約60kmに位置する。周辺の数県とともにタイを代表する稲作地帯でもある。バンコクから鉄道やバスで日帰り訪問ができる観光地であり、旅行者の人気も高い。

## 歴史
11世紀頃にクメール人により建設され、1351年にアユタヤ朝の創始者ウートーン王が同王朝の首都とした。1767年にビルマ軍に破壊されるまでタイの中心都市として機能していた。 この間に建てられた建造物群は現在、ユネスコの世界遺産（文化遺産）に登録されている。(詳細はアユタヤ歴史公園へ)また、バーンパイン郡にはラーマ5世（チュラーロンコーン）時代のバーンパイン宮殿がある。

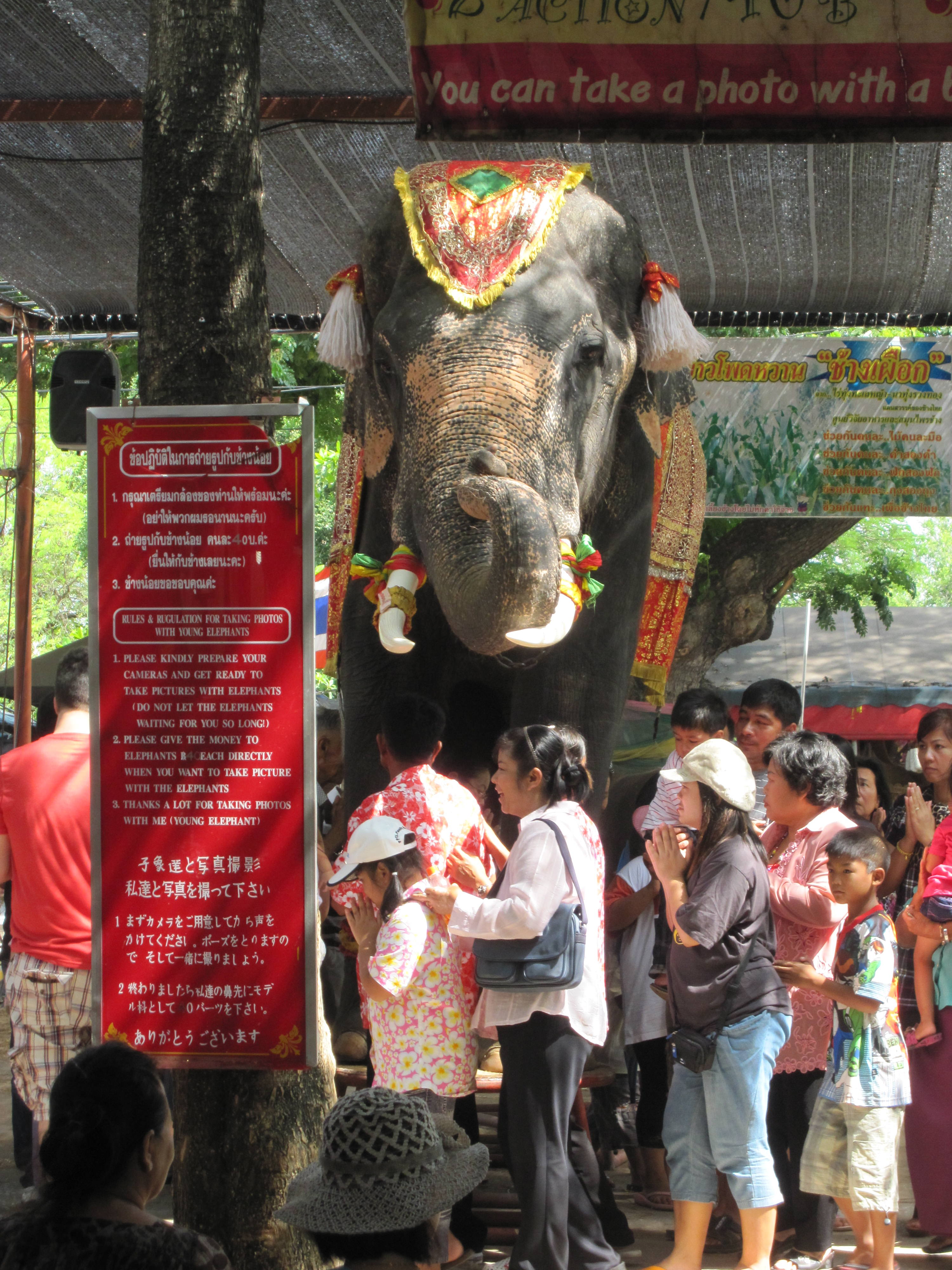
象乗り体験はアユタヤ歴史公園付近の名物である

## 県章

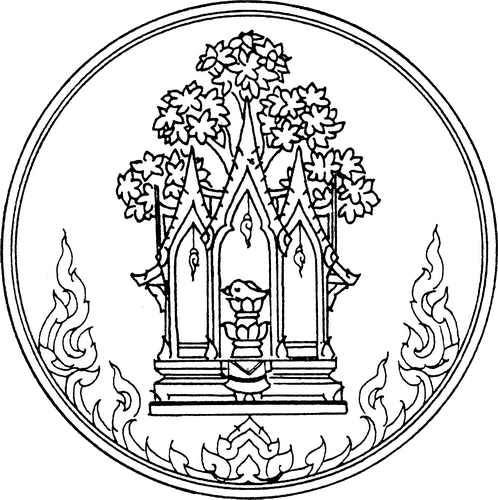
県章

ウートーン王が地面に埋められた見事なホラ貝を発見し、そこを都に定めたと言う伝説を元に作られた。そのホラ貝を祭った祠が描かれている。
県花はキバナツノクサネム（Sesbania aculeata）、県木はスズメイヌジシャ（Cordia dichotoma）。

## 行政区
アユタヤ県は16の郡（アムプー）に分かれ、その下に209の町（タムボン）、1,706の村（ムーバーン）がある。
| | |
| 1. プラナコーンシーアユッタヤー郡 2. タールア郡 3. ナコーンルワン郡 4. バーンサイ郡 5. バーンバーン郡 6. バーンパイン郡 7. バーンパハン郡 8. パックハイ郡 | 1. パーチー郡 2. ラートブワルワン郡 3. ワンノーイ郡 4. セーナー郡 5. バーンサーイ郡 6. ウタイ郡 7. マハーラート郡 8. バーンプレーク郡 |